# Косьцян (гмина)
Ко́сьцян (пол. Kościan) — сельская гмина (волость) в Польше, входит как административная единица в Косьцянский повет, Великопольское воеводство. Население — 15 127 человек (на 2008 год).

## Соседние гмины
1. Гмина Чемпинь
2. Гмина Каменец
3. Косьцян
4. Гмина Кшивинь
5. Гмина Стеншев
6. Гмина Смигель